# Plougonven
Plougonven település Franciaországban, Finistère megyében. Lakosainak száma 3398 fő (2022. január 1.). Plougonven Le Cloître-Saint-Thégonnec, Lannéanou, Morlaix, Plourin-lès-Morlaix, Scrignac és Plouigneau községekkel határos.

## Népesség
A település népességének változása:
| Lakosok száma | 2703 | 3288 | 3374 | 3202 | 3371 | 3439 | 3496 | 3454 | 3432 | 3398 |
|               | 1968 | 1982 | 1990 | 2006 | 2013 | 2015 | 2017 | 2019 | 2020 | 2022 |